# Cyrtolabulus transversus
Cyrtolabulus transversus är en stekelart som beskrevs av Giordani Soika 1987. Cyrtolabulus transversus ingår i släktet Cyrtolabulus och familjen Eumenidae. Inga underarter finns listade i Catalogue of Life.